# Inteligentní síť (telekomunikace)
Inteligentní síť (Intelligent Network – IN) v telekomunikacích je síťová architektura umožňující operátorům poskytovat pokročilé telekomunikační služby, tak zvané value-added services.
Inteligentní síť je specifikovaná doporučením ITU-T Q.1200. Je určena jak pro pevné telefonní sítě, tak pro mobilní sítě. Její implementace pro sítě GSM/UMTS se nazývá CAMEL (Customised Applications for Mobile networks Enhanced Logic), pro ANSI sítě WIN (Wireless Intelligent Network).
Logika a data Inteligentní sítě (IN) jsou soustředěny v servisní vrstvě tvořené malým počtem informačních serverů (Service Control Point, SCP), které komunikují s přepojovacími body (SSP, ústřednami) pomocí signalizační sítě (SS7). SSP mají přídavné programové vybavení umožňující podle volaného čísla rozlišit běžné spojení od služeb IN. Typickou aplikací IN je služba převodu čísel (Number Translation service). SSP pro služby IN posílají zprávu IDP (INAP Initial Detection Point) na SCP, který vrací INAP zprávu Connect obsahující geografické číslo, na které se má spojení směrovat. Například neplacené linky ve Velké Británii používají telefonní čísla začínající 0800. Tato čísla se převádějí na geografická čísla pomocí IN. Telefonní ústředny rozpoznávají čísla začínající 0800, převádějí je na IN trigger a pro směrování navazují spojení do IN. Uzly IN a mobilní ústředny jsou typicky vlastněné telekomunikačními operátory. Uživatelská zařízení není nutné pro používání IN upravovat.
Použití databázových technologií umožňuje pružnou aktualizaci dat a poskytování dalších služeb, např. UPT (Universal Personal Telecommunication), televoting, CCBS (Completion of Call to Busy Subscriber, dokončení volání k obsazenému účastníkovi – spojení na obsazeného účastníka bude provedeno jakmile se jeho linka uvolní), CRD (Call Retorting Distribution – zkrácení komunikační cesty při vícenásobném přesměrování), SPL (Split Charging – sdílení poplatků; režim, kdy část poplatků hradí volající a část volaný účastník).
IN používá pro komunikaci mezi přepojovacími body (switching points) a ostatními uzly sítě vlastněnými operátorem protokoly SS7, jmenovitě protokol Intelligent Network Application Part (INAP).

## Příklady služeb IN
- Televoting
- Call screening
- Přenositelnost telefonních čísel (anglicky Telephone number portability)
- Toll free calls/Freephone
- Prepaid calling
- Account card calling
- Virtual private networks (such as family group calling)
- Centrex service (Virtual PBX)
- Private-number plans (with numbers remaining unpublished in directories)
- Universal Personal Telecommunication service (a universal personal telephone number)
- Mass-calling service
- Prefix free dialing from cellphones abroad
- Seamless MMS message access from abroad.
- Reverse charging
- Home Area Discount
- Premium Rate calls
- Call distribution based on various criteria associated with the call
  - Location Based Routing
  - Time-based routing
  - Proportional call distribution (such as between two or more call centres or offices).
- Call queueing
- Call transfer